# Barbu (jeu)
Pour les articles homonymes, voir Barbu.
 (novembre 2015).
Si vous disposez d'ouvrages ou d'articles de référence ou si vous connaissez des sites web de qualité traitant du thème abordé ici, merci de compléter l'article en donnant les références utiles à sa vérifiabilité et en les liant à la section « Notes et références ».
Le barbu (aussi connu comme tafferan ou encore bombu dans le Sud de la France) est un jeu de cartes aux multiples variantes, où le hasard et la stratégie interviennent et se mêlent. Il se joue généralement à 4, avec un jeu de 32 (ou de 52 cartes), et se déroule en 28 donnes. Son nom désigne la carte du roi de cœur, qui se distingue dans l’un des contrats du jeu.

## Principe
Le principe de ce jeu consiste à ne ramasser aucune des cartes définies à l'avance en contrat. Le gagnant est donc celui qui marque le moins de points.
On compte, selon les variantes, différents contrats et différents comptes de points. Chaque joueur est donneur tour à tour. Le joueur à droite du donneur est le premier à jouer.
- L'ordre de valeur des cartes est du 7 (la plus faible, ou le 2) jusqu'à l'As (la plus forte)
- Le joueur qui a posé la carte la plus forte dans la couleur demandée remporte le pli.
- Tout joueur est tenu de jouer la couleur demandée s'il en a la possibilité.
- Si un joueur n'a pas la couleur demandée, il se « défausse » d'une carte qu'il juge gênante. Cette carte n'intervient pas dans l'attribution du pli.

Les contrats sont les suivants :
1. Les plis (1 pli fait perdre 5 points). Le contrat vaut donc -40 points.
2. Les cœurs (1 cœur fait perdre 5 points). Le contrat vaut donc -40 points.
3. Les dames (1 dame fait perdre 15 points). Le contrat vaut donc -60 points.
4. Le roi de cœur, ou Barbu (le roi de cœur fait perdre 70 points)
5. La générale, ou Salade prend tous les contrats précédents en compte. Dans chaque pli ramassé par un joueur, il faut compter les points provenant du pli, mais aussi des potentiels cœurs, dames ou barbu. Le contrat vaut donc -210 points.
6. La réussite : seul contrat où l'on gagne des points, il est d'un style bien différent des précédents. Il reprend bien sûr les règles du jeu éponyme. Le joueur choisit la hauteur de la réussite. Le premier joueur qui possède la carte de la hauteur demandée la pose sur la table. S'il n'en a pas, il passe. Le joueur suivant peut, s'il en possède un à son tour, jouer une autre carte de la hauteur demandée (en ligne en dessous) mais peut avoir tout intérêt à bloquer le jeu en jouant une carte qui suit ou précède immédiatement une abaissée par ses voisins. Mais cette stratégie a une limite : il est formellement interdit de ne pas jouer si on en a la possibilité. Le but du jeu est donc de constituer une matrice de 4 lignes et 13 (ou 8) colonnes. Un joueur posant un as a la possibilité de rejouer. L'as permet donc de finir plus rapidement. À quatre, le premier des joueurs à avoir écoulé ses cartes gagne 100 points, le deuxième 50 points.

Le joueur possède deux réussites. Ce qui permet d'équilibrer les points positifs et négatifs.

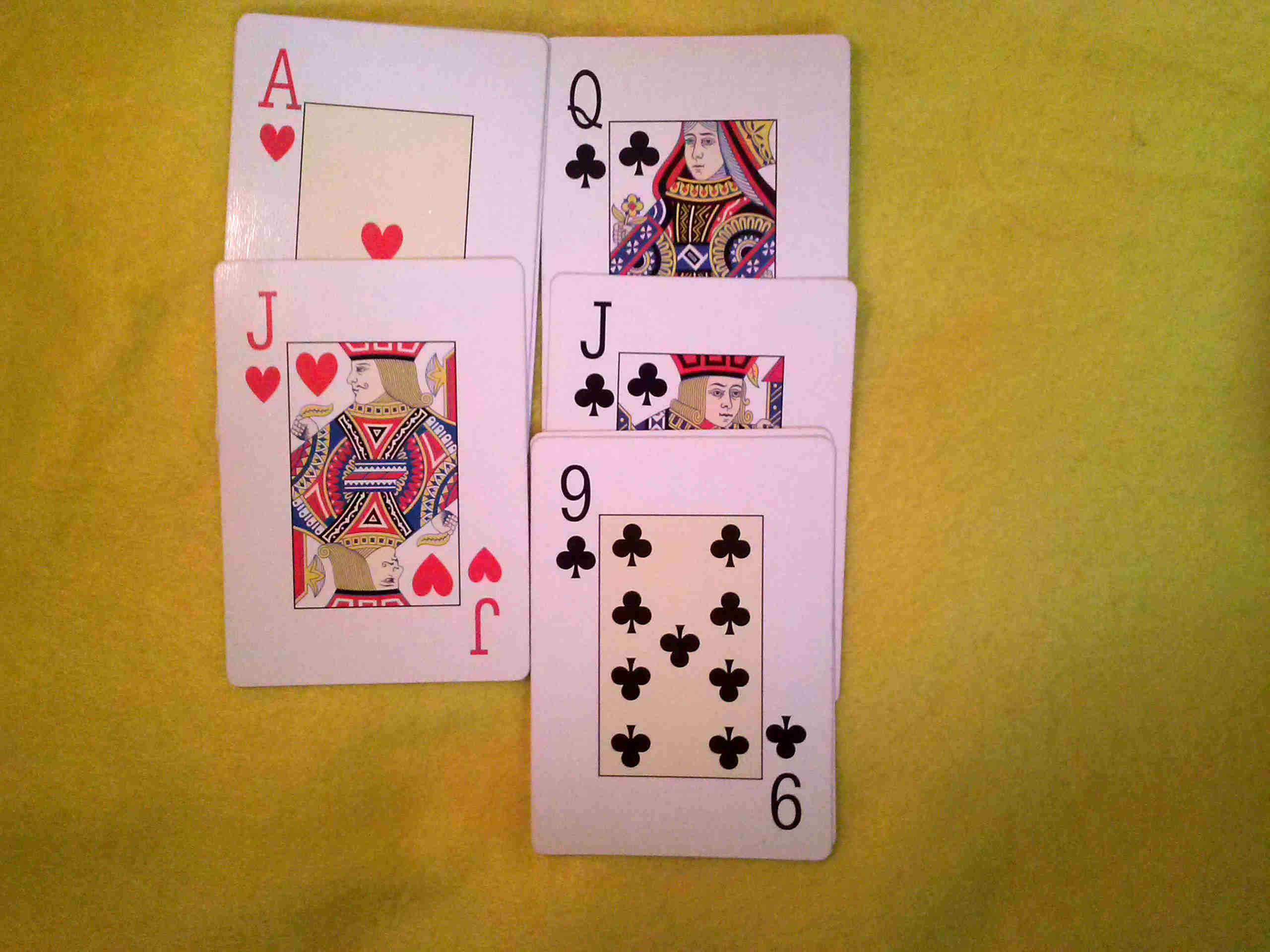
Une réussite ou Fan tan en procès.

Chaque joueur doit faire ses 7 contrats dans l'ordre qu'il veut, ce qui fait au total 28 contrats à jouer. La somme des points est égale à 0 en fin de partie.

## Variantes
Un contrat Dernier pli fait marquer -40 points au joueur réalisant le dernier pli.

Le joueur ramassant tous les cœurs dans un contrat Sans cœur marque +40 points (8 cœurs x 5 points).

Le joueur ramassant toutes les dames dans un contrat Sans dame marque +40 points (4 dames x 10 points).

Le joueur ramassant tous les plis dans un contrat Sans pli marque +40 points (8 plis x 5 points).

Ces 4 contrats se jouent également ainsi dans la salade (voir plus bas).

Les contrats Sans cœur et Sans barbu se jouent sans jouer de cœur aux 2 premiers tours.
Le joueur qui distribue choisit le contrat mais c'est son voisin de gauche qui entame.
Chaque joueur à son tour de jeu choisit l'un des contrats possibles parmi ceux qu'il n'a pas encore choisis. Le jeu prend fin lorsque le dernier joueur a choisi le dernier contrat dans sa liste des contrats possibles.
En Picardie, on peut aussi jouer un dernier contrat appelé Les Mariages (ou Retournette) consiste à trouver des paires de cartes de mêmes valeur et mêmes couleurs (deux 7 noirs, 2 dames rouges, etc.) Toutes les cartes sont étalées sur la table face contre table...

### Valeurs des contrats
Avec un jeu de 32 cartes, la valeur des contrats peut être modifiée telle que :

1. Dans le contrat sans plis, chaque pli fait perdre 5 points (40 au total).
2. Dans le contrat sans cœur, chaque cœur fait perdre 5 points (40 au total).
3. Dans le contrat sans dame, chaque dame fait perdre 10 points (40 au total).
4. Dans le contrat sans roi de cœur, le roi fait perdre 40 points.

Ainsi chaque contrat a la même valeur et la générale vaut 160 points.

### Ordre des contrats
Habituellement, les contrats sont choisis par le donneur. Mais on peut l'obliger à les choisir dans l'ordre cité ci-dessus. Dans cette variante, chaque contrat ne peut cependant être effectué qu'une seule fois, et la réussite clôt toujours le tour de jeu.

Une autre variante, plus aléatoire, consiste à utiliser les cartes restantes lorsqu'on joue avec 32 cartes. On tire alors successivement les 24 cartes du paquet non distribué. Le 2 correspondant au contrat sans plis, le 3 au contrat sans cœur, etc. Jusqu'au 6 qui correspond à la générale. Une réussite intervenant tous les 6 contrats.

### Le grand chelem
Si un joueur parvient à faire toutes les levées ou tous les cœurs ou toutes les dames, au lieu de perdre 40 points, il empoche 20 points et fait perdre 20 points à ses 3 adversaires. Ce qui fait bien au bout du compte -40 points.
Si le joueur prend tous les plis de la générale, il est crédité de 80 points et ses adversaires de -80 points.

### Les couleurs
Plutôt que les cœurs, certains joueurs pénalisent les trèfles.

Autre variante : la couleur (cœur ou trèfle) ne peut être demandée (jouée en première carte) que lorsqu'un joueur s'est déjà défaussé de celle-ci.

### Le Barbu
Certains désignent le Roi de pique ou le roi de carreau comme étant le barbu.

### La ratatouille (ou salade, ou bouillabaisse)
Tour supplémentaire qui contient toutes les règles de bases du jeu sauf la réussite : le but est donc de ne ramasser aucun pli, aucun cœur (ou trèfle), aucune dame (ou alors toutes les dames), et de ne pas ramasser le roi de cœur ni le dernier pli. Les points attribués sont identiques aux points de la règle de base. (attention aux cumuls : la dame de cœur vaut 4+2=6 points, le dernier pli 5+1=6 points).

Variante : L'anti-ratatouille, qui est l'exact contraire de la bouillabaisse. Le but est de ramasser un maximum de plis, de cœurs (ou de trèfle), un maximum de dames (mais pas toutes), ainsi que le barbu et le dernier pli. Les points attribués sont l'inverse de ceux de la règle de base.

### Réussite
Diverses variantes existent :
- La première carte posée sur la table est la dernière distribuée (le donneur a donc une carte de moins).
- Tout joueur posant un As a le droit de placer une deuxième carte.
- L’as se place soit à côté du Roi, soit à côté du 2 (pour le jeu avec 52 cartes). Toutefois, tous les As doivent être placés de la même façon (c'est donc le premier joueur à poser un As qui décide de leurs emplacements), et toujours être à l'extrémité d'une séquence (en début ou en fin)

## Divers
- Le Barbu est très pratiqué par les bridgeurs de compétition.
- Les utilisateurs de Windows connaissent bien une de ses variantes : la Dame de Pique.
- En Algérie, le Barbu est joué dans les cafés, ainsi que - plus généralement - les divans de Ramadan (32 cartes, 7 contrats, 4 joueurs indépendants. une partie dure en général 1 heure et demie au minimum.
- En Alsace, on pratique parfois une cinquième manche, appelée « votation », où les joueurs votent pour choisir le contrat à effectuer. Toutefois, chaque contrat ne peut être joué qu'une fois durant toute la manche.